# فرماندار نیویورک
فرماندار نیویورک (انگلیسی: Governor of New York) مدیر اجرایی و رئیس حکومت در ایالت نیویورک، ایالات متحده آمریکا است.
جورج کلینتون در سال ۱۷۷۷ به عنوان اولین فرماندار نیویورک انتخاب شد و هم‌اکنون کتی هوکول از حزب دموکرات این سمت را بر عهده دارد.

## فهرست فرمانداران
- ببینید فهرست فرمانداران نیویورک

سیاستمداران و افراد شناخته‌ای شده همچون مارتین ون بیورن، گروور کلیولند، تئودور روزولت و فرانکلین دلانو روزولت که از رئیس‌جمهورهای ایالات متحده آمریکا بوده‌اند در فرماندار نیویورک نیز بوده‌اند.